# MASTERUP
株式会社MASTERUPは、日本のアダルトゲーム販売会社である。本社は東京都千代田区。

## 概要
2007年5月にマスターアップ総合サイトオープン。数多くのアダルトゲームの販売代行をしており、ダウンロード販売を主体に低価格で販売している。
作品のストーリー、特化しているシチュエーションや開発を手がけた会社によってブランドが分けられている。
コンテンツ配信事業として2010年に日本メディアサプライ株式会社から譲渡されたBB5.jpを運営していた。

## 作品一覧

### HINA SOFT
黒雛
※インモラルなエロティシズムを追求したレーベル。
- 超満淫 〜女子性奴車内調教〜
  - 超満淫 〜美乳姉妹車内調教〜
- 体育調教師 〜鬼畜授業ブルマー遊戯〜
  - 水泳調教師 〜母娘羞恥レッスン〜
- 淫辱診察室 〜愛欲のカルテ〜
- 隷属秘書 〜牝犬オフィス調教課〜
- 家政夫鬼平 〜潜入!未亡人一家女体まみれ〜
  - 家政夫鬼平 〜住み込み女子寮で酒池肉林〜
- 家庭訪悶
- 温泉女将よがり鳴き 〜雪国の未亡人母娘〜
- 淫辱スタジオ 〜背徳の密室オーディション〜[注 2]
  - 淫辱スタジオ TAKE2 〜姦獄鬼畜ショータイム〜
  - 淫辱スタジオ 最終テイク 〜薄汚ねえシンデレラ〜
- 女教師を喰らう
- 放送禁肢 〜女子アナ凌辱生中継〜
- 姦熟姉妹 〜母ふたり乳搾り〜
- 女囚騎士セリシア
- 姦熟女教師 〜肉欲に濡れる罠
- 姉妹巫女 〜恥辱の緊縛卍責め〜
- モリガンの憂鬱 〜淫堕の女王〜
- 痴女の館 〜痴的な女主人〜
- 叔母穴 〜オーバーホール〜
- 催眠コスプレ広場
- 凌魔伝 〜放課後の楽園〜 ※開発/Tangerine TEAM BLUE[2]
- サナトリウムの雌豚
- セイント 〜あぁ主よ、教え子達に堕とされた私をお許しください〜 ※開発/Tangerine TEAM CRIMSON[2]
- 姉辱
- 妹辱
- 裏就活 ～何でもシますから挿入れてください!
- 臨姦副都心線 ～止まらない痴漢連鎖～
- 娘辱

桃雛
※フェティシズムを追求したレーベル。
- たっぷん☆お姉チャー
  - たっぷんビーチ
- 乳院しましょ! 〜桃色看護で心パイご無用〜
- 保健室の先生 〜おねだり爆乳レッスン〜
- ママの運動会
- 熟恋母 〜ダチのママはマイダッチ〜
- ママの公園デビュー
- ママのさくらんぼ狩り♪

萌雛
※萌えを追求したレーベル。
- ご奉仕します!コスロイド
- 魔女っ娘とりこロール
- あの娘はHな小説家
- 尾上さん家の悦楽生活
- 絶対中出し☆孕ませ学園
- 孕ませ学園ロワイヤル 〜処女たちの精子争奪戦〜
- 危険日OK!孕んでシスターズ
- わがままついんえんじぇるず ～おにいちゃん攻略作戦～

### その他
暗黒劇場
※開発はすべてエクセプション
- 絶望少女 〜復讐の性裁教室〜
- 淫暴の惑星 〜破壊と欲望の衝動〜
- 虜囚 -RYOSYU-
- 虜縛 〜背徳のアトリエ〜
- 虜讐 〜女学生調教〜
- 妖獣結界 〜淫欲に蠢く触手〜
- 淫虜日記 ～少女は如何に壊れたか～
- 尊厳破壊 ～背徳のリヴェンジパーティー～

桃色劇場
- 少女達のさえずり ※開発/エクセプション
- しぃしー貧乳姉妹
- サディスティックりとる ※開発/Tangerine TEAM BLUE[2]
- にわか姉 ※開発/Tangerine TEAM CRIMSON[2]
- 女装で孕ませてっ
- 夢みるエゴイスト ※開発/Tangerine TEAM BLUE[2]
- 天気姉 ※開発/Tangerine TEAM CRIMSON[2]
- もっと!女装で孕ませてっ
- 先生っ!シてあげる ※開発/Tangerine TEAM BLUE[2]
- こすりエッチ 〜コスってコスられて〜 ※開発/Tangerine TEAM BLUE[2]
- ずっと!女装で孕ませてっ
- 処女ママ ※開発/Tangerine TEAM CRIMSON[2]
- ぷちぷちアイドル候補生 〜早くシてよ!マネージャーでしょ〜 ※開発/Tangerine TEAM BLUE[2]
- サノバ☆ビッチ 〜早乙女野薔薇ちゃん、マジ天使（ビッチ）!〜 ※開発/Tangerine TEAM CRIMSON[2]
- 巨乳×催眠 -これがホントのJK!巨乳姉妹とぷるるん催眠性活-
- おとうとしぼり 〜姉たちの性教育〜
- 女装で孕ませてっ外伝 ～過去は夕闇色の少女と共に～
- 巨乳×露出 Kカップもぎたて果実とLカップ熟れた果実のお外でぷるるん味比べ!
- ラブえっちデッサン ～Hな魅力を描くために! おまかせポーズモデル～

熟れ専
※開発はすべて株式会社ナゲッツ (CATTLEYA)
- 熟母温泉
- 叔母さんは蜜の味
- 熟女教師は蜜の味
- コスモスの秘密
- 保健室の優しい授業
- 憧れのお母さん
- 記憶喪失のお母さん
- ママの母乳

可憐ソフト
※開発はすべて有限会社らぴす
- 巫女縛り
- お嬢様はマゾ
- 汁だく彼女
- おさわがせっ!怪盗キュアフローネ
- おさわがせっ!怪盗キュアフローネ2
- 巫女縛り・弐
- Mの女王様
- おとこの娘はおんなの娘が好き
- なめなめっ!
- 魔触三十六景 〜処女が堕ちる夢〜
- 淫獣戯画 ～妹を喰らう夢～

EROTICA BLACK
- 近衛騎士ラティス
- 孕ませ催眠プリンセス
- 淫触の退魔巫女 楓
- 聖魔の天秤
- 公衆快楽施設 Macht Frei.

EROTICA PEACH
- 満淫痴女電車 〜細い指でシゴかないで〜
- 淫乳ファミレス 〜深夜の母乳サービスはいかが?〜
- ドS姉とボクの放尿関係
- 満淫痴女電車2 〜姉とふたごと人妻と〜
- 満淫痴女電車3 〜痴女FOREVER〜
- ブルマ母 〜魅惑の汗ばみユニフォーム〜
- ご近所裏サークル 〜性教育はママにお任せ!〜
- 放課後裏レッスン 〜性教育は先生にお任せ!〜
- みなみくんの受難 〜強制性転換ご乱交〜

極フェロ
- 牝トロ痴漢線 〜快楽嬢射案内
- 学園ペッツ 〜放課後の飼育舎
- 特命捜査官 真衣 〜身も心も堕とされて
- 狂イク指導 〜大和撫子再生計画
- 淫獣争記 〜紅の王国
- 学園ペッツ2 〜プールサイドの飼育活動〜
- 淫蟲隷姫エレノワ
- アイドル公開恥辱SEX
- 狂イク指導2 〜大和撫子増殖計画〜
- 未亡人玩具 〜僕の叔母は肉欲奴隷〜
- 触尻! 〜澤尻姉妹痴漢物語〜
- 狂イク指導3 〜大和撫子最終計画〜
- 学園ペッツ3 〜精液まみれの図書館〜
- ブラン・ノワール 〜淫讐の魔女裁判〜
- 彼女の母親 〜ウチの娘だと思って…ね?〜
- 妊娠研究所 〜副作用は淫乱化
- 兄貴の新妻 〜夫のことが好きなのに…〜
- 痴女 〜あんたも共犯よ
- 双子母
- 臨月若奥様 〜高慢夫人の快楽診療〜
- 同級生改造 〜生意気娘は実験台にしてしまえッ！〜
- 彼女の親友 〜Hをしたいだけなんだけど…〜
- 薄幸の新妻 〜私…逃げられない…〜
- 肉壺姉妹
- 乱姦倶楽部
- 家元の母娘に乳辱されて…
- 息子のためなら淫らになれる母
- 義弟の背徳親衛隊 〜女達の狂宴〜
- Wフタナリ娘矯正計画 転校生も実験台にしてしまえッ!
- 牝鏡調教 ～メガネ少女は如何にしてキモオタ教師のものになったか～
- 家出少女調教通学
- 百合少女撮影プレイ ～オレ専用のイメージビデオ～
- 不良少年女体化 ～いじめっ子は調教してしまえっ!～

桃フェロ
- ハーレムホスピタル
- だだ甘狂姉
- 巫女ママ
- 臨月温泉 〜ああっ!産まれちゃう!〜
- 筆おろし先生
- 人妻商店街 〜売り物はわ・た・し
- 魔女っ娘ママ
- うたのおかあさんといっしょ

おとこの娘倶楽部
- あにラブ 〜女装美少年革命!〜

おとこの娘倶楽部Z
- おとたま 〜ぼくたちガールズバンドです〜

Paranoia/Fact?
- ポケット彼女 〜白濁人形〜
- リングの上で堕ちる女 〜この業（ワザ）からは、逃げられない〜
- 今夜のおかずは人妻店員 〜当店は皆さまの性活を応援します!〜
- 革拘束 ～ワタシ、壊されました…

## 販売提携
以下ブランド名。
- カウパー ※開発はSilver Bullet
- Nail Sharp ※開発はNail
- Noesis ※開発は有限会社グングニル
- グレーゾーン ※有限会社アイピックス
- RED-ZONE ※開発は尻娘魂道場、制作はシャルラクプラス
- Angel SOFT ※有限会社アイピックス
- MAGI ※有限会社アイピックス
- パティスリー ※有限会社東風
- ブルゲLIGHT ※有限会社ブルーゲイル
- Blue Topaz ※株式会社STEP・IN
- Red Label ※デジアニメ・コーポレイション
- Hammerheads ※有限会社フルール
- エレクトリップ ※ソフパル
- カニスキー ※アーカムプロダクツ
- ぴたふぇち！
- AHAAN ※有限会社コネクト・ウィザード
- HighRunning ※合資会社ファーストリーム
- team flap ※合資会社ファーストリーム
- CYCLET ※株式会社ランバ・アミューズ
- microgroove ※有限会社ビーアイコミュニケーションズ
- 10mile ※合同会社ロングショット
- NEGALION ※株式会社まるいち
- イノヘッドスタジオ ※株式会社ムーン
- Gargoyle（活動休止） ※株式会社インターアパレル
- 鬼畜野郎 ※開発は株式会社シュピール[注 3]